# Banksieae
Banksieae, tribus porodice dvoličnjakovki, čini dio potporodice Grevilleoideae. Sastoji se od dva podtribusa sa ukupno 3 roda

## Podtribusi i rodovi
1. Subtribus Musgraveinae L.A.S.Johnson & B.G.Briggs
  1. Musgravea F.Muell. (2 spp.)
  2. Austromuellera C.T.White (2 spp.)
2. Subtribus Banksiinae L.A.S.Johnson & B.G.Briggs
  1. Banksia L. f. (181 spp.)

## Vanjske poveznice
|  | Zajednički poslužitelj ima još gradiva o temi Banksieae |
|  | Wikivrste imaju podatke o taksonu Banksieae             |